# Lamprotornis shelleyi
El estornino de Shelley (Lamprotornis shelleyi) es una especie de ave paseriforme de la familia Sturnidae propia de África Oriental. El nombre de la especie conmemora al ornitólogo inglés George Ernest Shelley, sobrino del poeta Percy Bysshe Shelley.

## Descripción
Mide en promedio 16 centímetros de largo y pesa 45 gramos. Los adultos tienen plumaje iridiscente en la parte superior del cuerpo. La cabeza es de color violeta brillante claramente demarcado en el cuello. El cuello y las partes posteriores de la garganta forman un collar brillante de color verde oscuro. Los hombros, el dorso, el obispillo y la cola son de color azul púrpura brillante uniforme y la parte inferior de las plumas de la cola es marrón negruzco. El lorum y las coberteras auriculares forman una máscara negra opaca. El mentón, la garganta y la parte superior del pecho tienen un brillante tono azul violáceo. El pecho y el vientre tienen un color marrón relativamente uniforme que se vuelve un poco más oscuro hacia el obispillo. El iris es de color rojizo o naranja amarillento y el pico y las patas son negras.

## Distribución y hábitat
Es una especie migratoria, se reproduce en el sur y este de Etiopía, en el noreste de Somalia y en el sureste de Sudán del Sur. Su área de distribución en el sur se extiende desde el sur de Somalia hasta el sur de Kenia y la punta noreste de Tanzania.
Prefiere las sabanas de arbustos espinosos secos y semidesérticos en Sudán del Sur y Somalia, a menudo es encontrado en arbustos de árbol cepillo de dientes (Salvadora persica) en Sudán. En Kenia vive en áreas con especies de acacias (Acacieae) y arbustos y árboles de Commiphora. 